# داریا پیکولیک
داریا پیکولیک (انگلیسی: Daria Pikulik؛ زادهٔ ۶ ژانویهٔ ۱۹۹۷) دوچرخه‌سوار پیست زن اهل لهستان است.
وی در مسابقات کشوری و بین‌المللی در مجموع برندهٔ ۲ مدال نقره، ۵ مدال برنز شده است.